# Nicolaj Thomsen
Nicolaj Thomsen (Skagen, 8 de maio de 1993) é um futebolista profissional dinamarquês que atua como meia.

## Carreira
Nicolaj Thomsen começou a carreira no Arlborg.